# Fredrik Cygnæus
Fredrik Cygnaeus, född 1 april 1807 i Tavastehus, död 7 februari 1881 i Helsingfors, var en finlandssvensk skald och konstdomare.

## Biografi
Cygnaeus föddes i Tavastehus där hans far, Zacharias Cygnaeus d.y., senare biskop, då var kyrkoherde, men kom 1820 med familjen till Sankt Petersburg, där han gick i en fransk skola. Han blev student vid Kungliga Akademien i Åbo 1823 samt filosofie kandidat och magister vid Kejserliga Alexander-universitetet 1832, tjänstgjorde därefter några år som lärare vid Finska kadettkåren i Fredrikshamn och senare vid skolor i Helsingfors. På grund av en 1839 försvarad avhandling, Commentationis de Hannibale pars prior, blev han samma år docent i historia. 1843 anträdde han en utrikesresa, från vilken han återvände först 1847. Frukter av denna resa var diktsamlingen Ljus och skugga (2 häften, 1845-1846) och en urkundssamling, Bidrag till de nordeuropeiska folkslagens historia, hemtade ur sydeuropeiska källor (1848). 1854 utnämndes Cygnaeus till innehavare av den då nyinrättade professuren i estetik och modern litteratur, för vilken tjänst han speciminerat med avhandlingen Konung Erik XIV såsom dramatisk karakter uppfattad (1853). År 1867 fick han avsked såsom emeritus.
Cygnaeus Skaldestycken utgavs samlade 1851-1870 (6 delar). Andra och tredje delarna av denna samling innehåller de stora dramerna Claes Flemings tider (1851) och Hertig Johans ungdomsdrömmar (1854). Dikter förekommer även i de flesta av de många "ströskrifter" Cygnaeus utgav, såsom Jääkynttilät (1837), Höstispiggarne (1841), Afhandlingar i populära ämnen (2 häften, 1852-1853), Små häften rörande litteratur och konst (1867-1868) samt Drag ur våra kulturförhållanden och tänkesätt nuförtiden (1874). För övrigt innehåller dessa skrifter uppsatser i historiska och estetiska ämnen, tal med mera. Nämnas bör även de biografiska skildringarna Johan Jacob Nervander (1848), Joachim Zachris Duncker och hans omgifning (1858) samt Teckningar ur Frans Michael Franzéns lefnad (1872). Även Runebergs skaldskap gjorde Cygnaeus till föremål för granskning och tolkning, i skrifterna Om Fänrik Ståls sägner (1861) och Om Johan Ludvig Runeberg (1873, huvudsakligen avtryck ur Jääkynttilät).
Kännetecknande stildrag är det glänsande bildspråket, som genom sin djärvhet oftast överraskar och hänför, men ibland även genom sin färgprakt verkar förvirrande. Innehållsligt märks en stark hänförelse för livets ideala makter och en glödande fosterlandskärlek. Tillika var Cygnaeus en stor talare; det fosterländska talet vid Floradagen 1848 på en äng nära Helsingfors fick en varaktig betydelse. För den bildande konstens uppkomst i Finland verkade han kraftigt som den ledande (från 1848) inom Finska Konstföreningen, vars ordförande han var 1863-1878. Cygnaeus influerade sina samtida, särskilt den akademiska ungdomen. Den fosterländska konsten, den dramatiska och musikaliska såväl som den bildande, hade i honom en förkämpe.
Sina konstskatter och sin villa i Brunnsparken testamenterade Cygnaeus till Finlands folk (Cygnaei galleri). Hans Samlade arbeten utgavs 1881-1892 i 11 band av E. Nervander. Sista delen innehåller en av denne författare skriven biografi, Minne af Cygnaeus. Jämför även minnestal av S. G. Elmgren (i Acta soc. scient. fenn., 1883) och av Zacharias Topelius (samma år).

## Utmärkelser
- Sankt Stanislausorden, andra klassen,  1856[4]
- Sankt Stanislausorden, andra klassen med kejsarkrona,  1862[4]
- Riddare av Nordstjärneorden,  1867[4]

[Redigera Wikidata]

### Samlade arbeten
- Samlade arbeten. Helsingfors: Edlund. 1881-1892. Libris 754612. https://runeberg.org/cygnarb/
  -  1, Historiska arbeten. 1881. Libris 754613. https://runeberg.org/cygnarb/1/ - Innehåll: Inledning till en teckning af finska kriget åren 1741 oeh 1742 ; Inledning till och bearbetningar af några urkunder till de nordeuropeiska folkslagens historia ; Revision af allmänna meningens dom öfver general Hans Henrik Gripenberg ; Om antagonismen mellan biskoparne Cygnæus d. ä. och Alopæus.
  -  2, Historiska arbeten. 1883. Libris 754614. https://runeberg.org/cygnarb/2/ - Innehåll: Bilder ur förgångna tiders lif. Joachim Zachris Duncker och hans omgifning ; Hufvuddragen af Finlands Historie intill 1863 års landtdag.
  -  3, Literatur-historiska och blandade arbeten, Bd 1. 1883. Libris 754615. https://runeberg.org/cygnarb/3/ - Innehåll: Konung Erik XIV såsom dramatisk karakter ; Det tragiska elementet i Kalevala ; Om Johan Ludvig Runeberg.
  -  4, Literatur-historiska och blandade arbeten, Bd 2. 1884. Libris 754616. https://runeberg.org/cygnarb/4/ - Innehåll: Tal. 1.
  -  5, Literatur-historiska och blandade arbeten, Bd 3. 1887. Libris 754617. https://runeberg.org/cygnarb/5/ - Innehåll: Tal. 2 ; Akademiska inbjudningsskrifter ; 	Om en folktidning för den svenska talande allmogen i Finland.
  -  6, Literatur-historiska och blandade arbeten, Bd 4. 1888. Libris 754618. https://runeberg.org/cygnarb/6/ - Arbeten av blandat innehåll.
  -  7, Poetiska arbeten, Bd 1. 1884. Libris 754619. https://runeberg.org/cygnarb/7/
  -  8, Poetiska arbeten, Bd 2. 1884. Libris 754620. https://runeberg.org/cygnarb/8/
  -  9, Poetiska arbeten, Bd 3. 1885. Libris 754621. https://runeberg.org/cygnarb/9/
  -  9, Poetiska arbeten, Bd 4. 1889. https://runeberg.org/cygnarb/10/
  -  11, Supplementband. Minne af Fredr. Cygnæus : anteckningar / af E. Nervander. 1892. Libris 754622. https://runeberg.org/cygnarb/11/
- Kirjoituksia kirjallisuudesta 1837-1873. Helsinki: Artemisia edizioni. 2007. Libris 10822077. ISBN 978-951-8904-06-2